# .mm
.mm е интернет домейн от първо ниво за Мианмар. Представен е през 1997. Поддържа се и се администрира от Министерството на комуникациите, пощите и телекомуникациите. До 1989 ISO 3166-1 кодът е BU, но никога не се създава домейн с това окончание.